# District de Narbonne
Le district de Narbonne est une ancienne division territoriale française du département de l'Aude de 1790 à 1795.
Il était composé des cantons de Narbonne, Coursan, Ginestas, Lezignan, Nevian et Sijean.

## Galerie

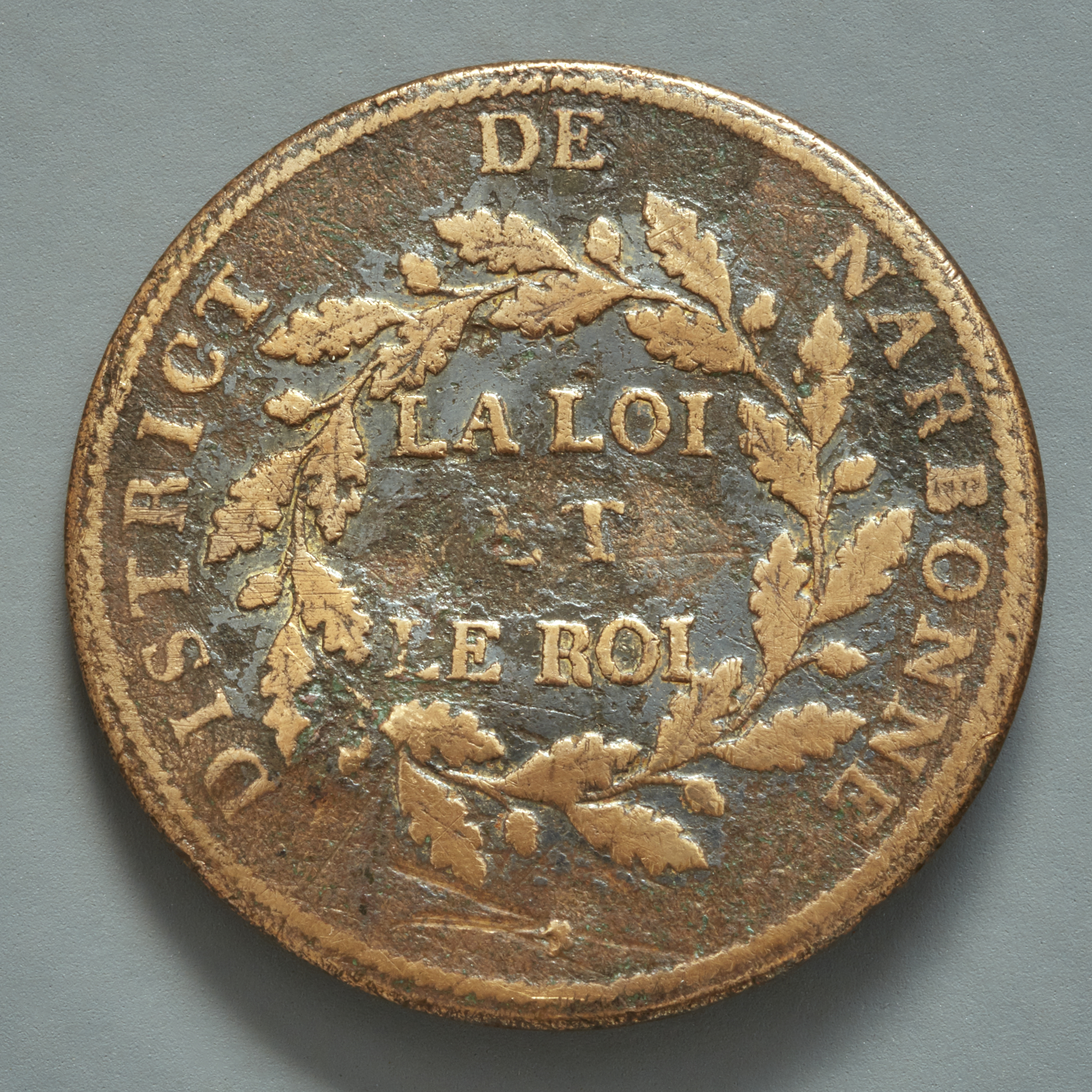
Bouton (musée Carnavalet)